# Алтай (Калманський район)
Алта́й (рос. Алтай) — селище у складі Калманського району Алтайського краю, Росія. Адміністративний центр та єдиний населений пункт Обської сільської ради.

## Населення
Населення — 861 особа (2010; 1048 у 2002).
Національний склад (станом на 2002 рік):
- росіяни — 73 %